# 胡拉山谷
胡拉山谷（希伯來語：‎，阿拉伯语：‎ ) 是以色列北部的农业地区，當地拥有丰富的淡水资源。當地曾是一個名為胡莱湖的湖泊，後來因為胡莱湖及其周围的沼泽地是携带疟疾的蚊子滋生地，所以湖水於1950年代被排乾。后来當地人為恢復生态系统，山谷的一小部分又重新被湖水淹没。胡拉山谷是候鳥遷徙的一个中转站。现在每年估计有5亿只候鸟经过胡拉山谷。